# Heikki Ylikangas

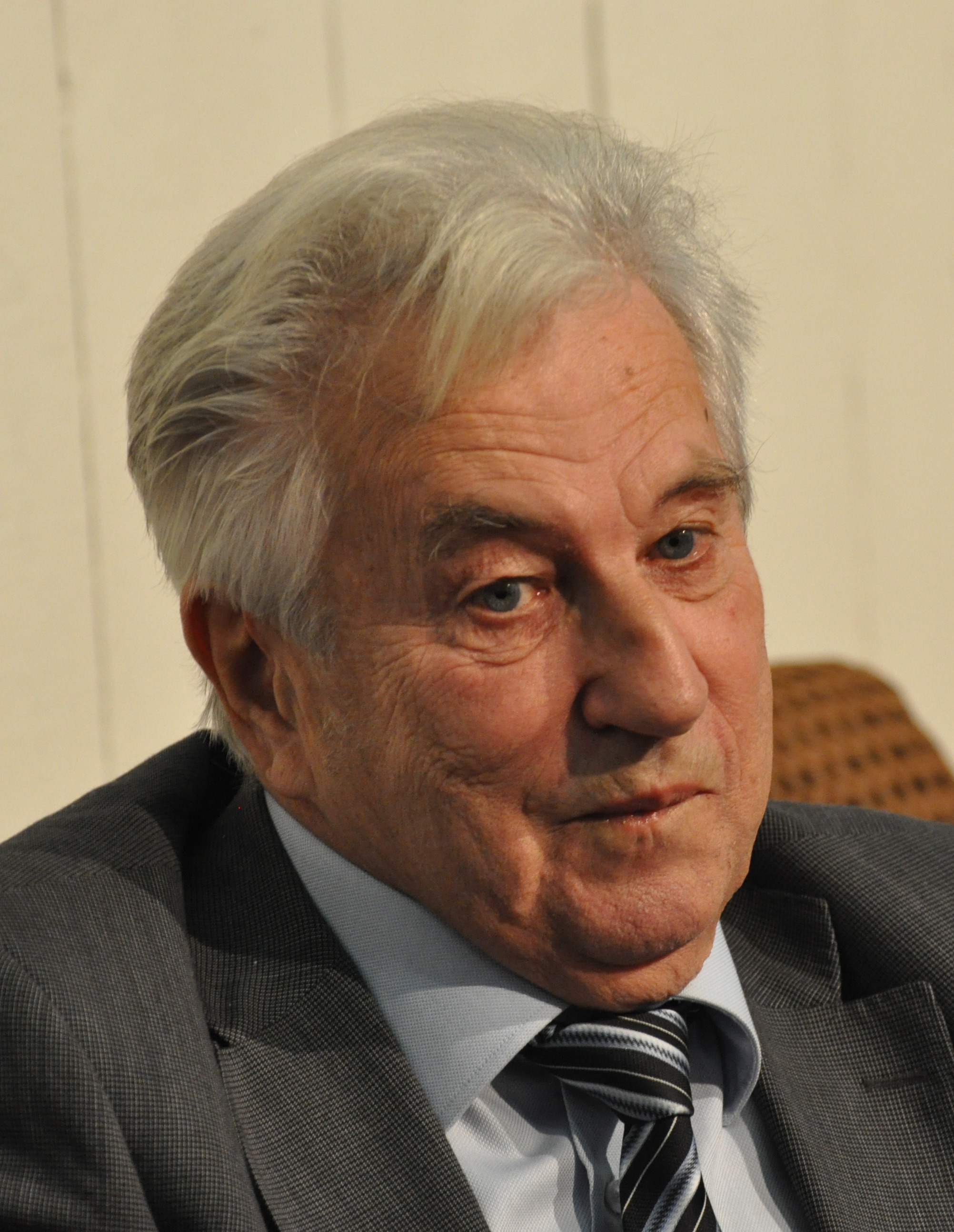
Heikki Ylikangas 2013

Heikki Ylikangas (* 6. November 1937 in Ylihärmä) ist ein finnischer Historiker.

## Leben
Ylikangas befasst sich in seinen Forschungsarbeiten vor allem mit kritischen Punkten der Geschichte Finnlands. Zur Verbreitung seiner Forschungsergebnisse setzte er zum Teil auf ungewöhnliche Wege und schrieb Dramen und fiktive Prosa.
Sein erstes Werk erschien 1974 und beschäftigte sich, wie auch seine zweite Arbeit, mit einem sozialen Phänomen in Ostbottnien im 19. Jahrhundert. Weitere Arbeiten betrafen das Verhältnis zwischen weltlicher Gewalt und einer religiösen Bewegung. Ein von ihm verfasstes Schauspiel aus dem Jahr 1989 befasste sich mit dem Winterkrieg. 1993 veröffentlichte er zum Finnischen Bürgerkrieg von 1918.

## Werke (Auswahl)
- Härmän häjyt ja Kauhavan herra, 1974
- Puukkojunkkareitten esiinmarssi, 1976
- Körttiläiset tuomiolla, 1979
- Kolmekymmentä hopearahaa, Schauspiel, 1982
- Tie talvisotaan, Schauspiel, 1989
- Der Weg nach Tampere, Tie Tampereelle, 1993